# Юлия Домна
Юлия Домна (на латински: Julia Domna; * около 170; † 217 г.) е съпруга на римския император Септимий Север (от 187 г.). Тя е майка на императорите Каракала и Гета.

## Живот
Дъщеря е на жреца на слънчевия бог Хелиогабал, бога покровител на Емеса в римската провинция Сирия. Нейна сестра е Юлия Меса.
Юлия Домна е една от най-важните жени, стояли зад трона в Римската империя. Според разкази на Херодиан още преди започването на политическата си кариера Септимий Север направил всичко възможно, за да се свърже с нея, след като го осведомили, че нейният хороскоп предопределял тя да бъде женена за император.
Септимий Север, който починал през 211 г., назначава Каракала и Гета за съвладетели, но въпреки усилията на Юлия да съхрани мира между братята през 212 г. войници на Каракала убиват Гета и Каракала остава едноличен владетел. Отношенията с майка му били сложни, поради участието в убийството на брат му. Юлия Домна фактически обаче била неговия пръв министър, а в негово отсъствие замествала императора.
Сведенията относно причините за смъртта на Юлия Домна, станало скоро след смъртта на Каракала, са противоречиви. Има версии както за самоубийство, така и за убийство, извършено по нареждане на император Макрин.
Образът на Юлия Домна е изобразен на стар герб на София, където тя е представена като покровителка на град Сердика.